# 比纽埃拉斯
比纽埃拉斯，是西班牙卡斯蒂利亚-拉曼恰瓜达拉哈拉省的一个市镇。总面积16平方公里，总人口116人（2001年），人口密度7人/平方公里。